# Gulringad gräsfjäril
Gulringad gräsfjäril, Erebia embla är en fjärilsart som beskrevs av Carl Peter Thunberg, 1791. Gulringad gräsfjäril ingår i släktet Erebia och familjen praktfjärilar, Nymphalidae. Arten är reproducerande i både Sverige och Finland. I Finland var arten tidigare spridd över hela landet undantaget Åland. Sedan 1980-talet saknas den nästan helt i söder och är rödlistad som nära hotad (NT). I Sverige förekommer arten från norra Värmland, södra Dalarna och norra Gästrikland och norrut, men saknas i och kring fjällen. En underarter finns listad i Catalogue of Life, Erebia embla dissimulata Warren, 1931.

## Homonymer
Erebia embla används för följande  homonym.
- Erebia embla Boisduval, 1832 tvetydig synonym till Erebia disa Thunberg, 1791

## Bildgalleri

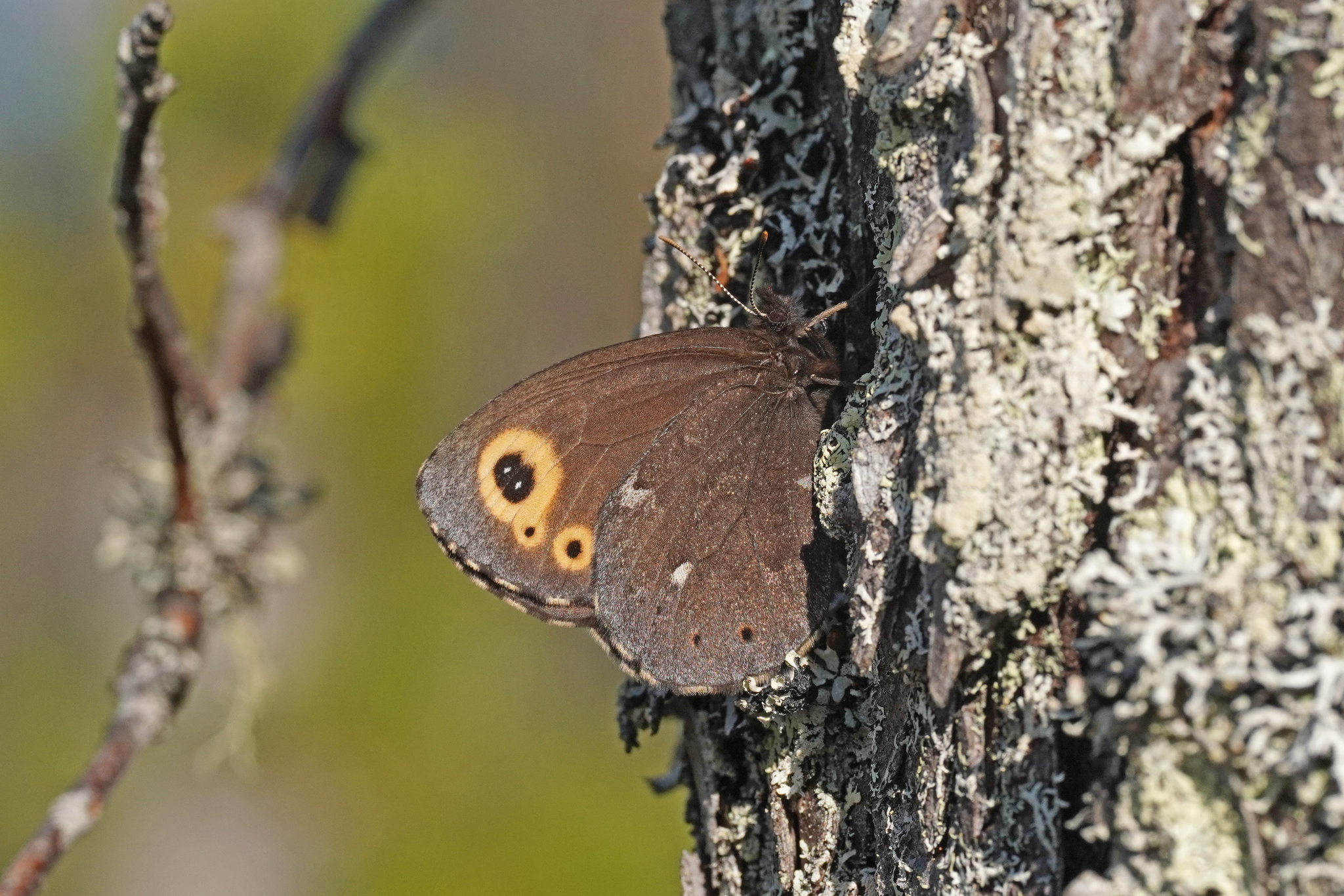
Imago fjäril
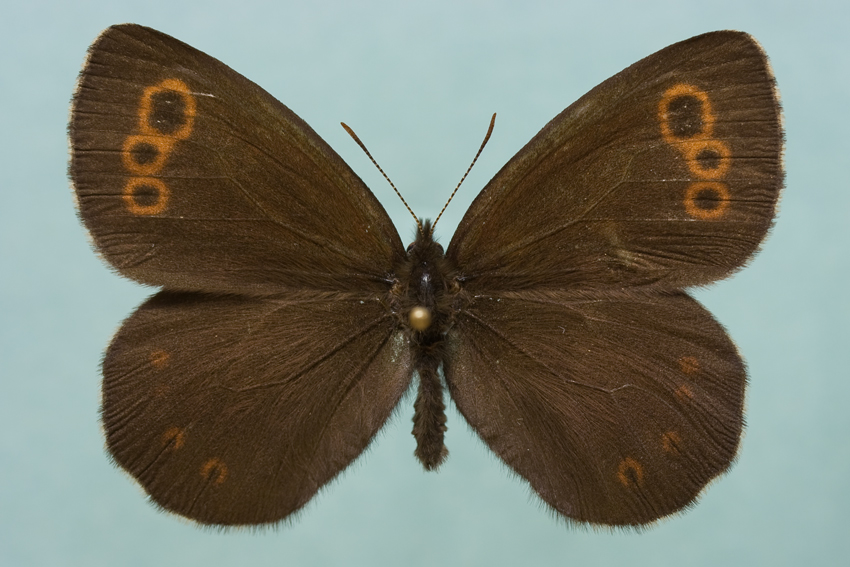
Preparerad (uppnålad) imago fjäril